# Freaked (1993.)
Freaked (izvorni naziv Hideous Mutant Freekz) je američka komedija iz 1993., koju su režirali Tom Stern i Alex Winter, te zajedno s Timom Burnsom napisali skečeve. Sva trojica su kasnije sudjelovala u šouu "The Idiot Box" na MTV-u, a Freaked zadržava isti nadrealistički i apsurdni humor koji se može vidjeti i u šouu.
Izvorno je film bio zamišljen kao niskobudžetni horor s bendom Butthole Surfers, Freaked je nekoliko puta bio prepravljan, te se na kraju pretvorio u crnohumornu komediju smještenu u manji šou, koji je preuzeo 20th Century Fox za cjelovečernji film. Nakon nekoliko loših zatvorenih projekcija i promjene rukovoditelja u studiju, koji su mislili da je film "previše čudan", film je povučen iz šire distribucije i prikazan u samo nekoliko kinodvorana u SAD-u.